# Sunlight
„Sunlight” este o melodie a cântărețului irlandez Nicky Byrne. Acest cântec a reprezentat Irlanda la Concursul Muzical Eurovision 2016.